# Alter Postweg (Landkreis Cuxhaven)

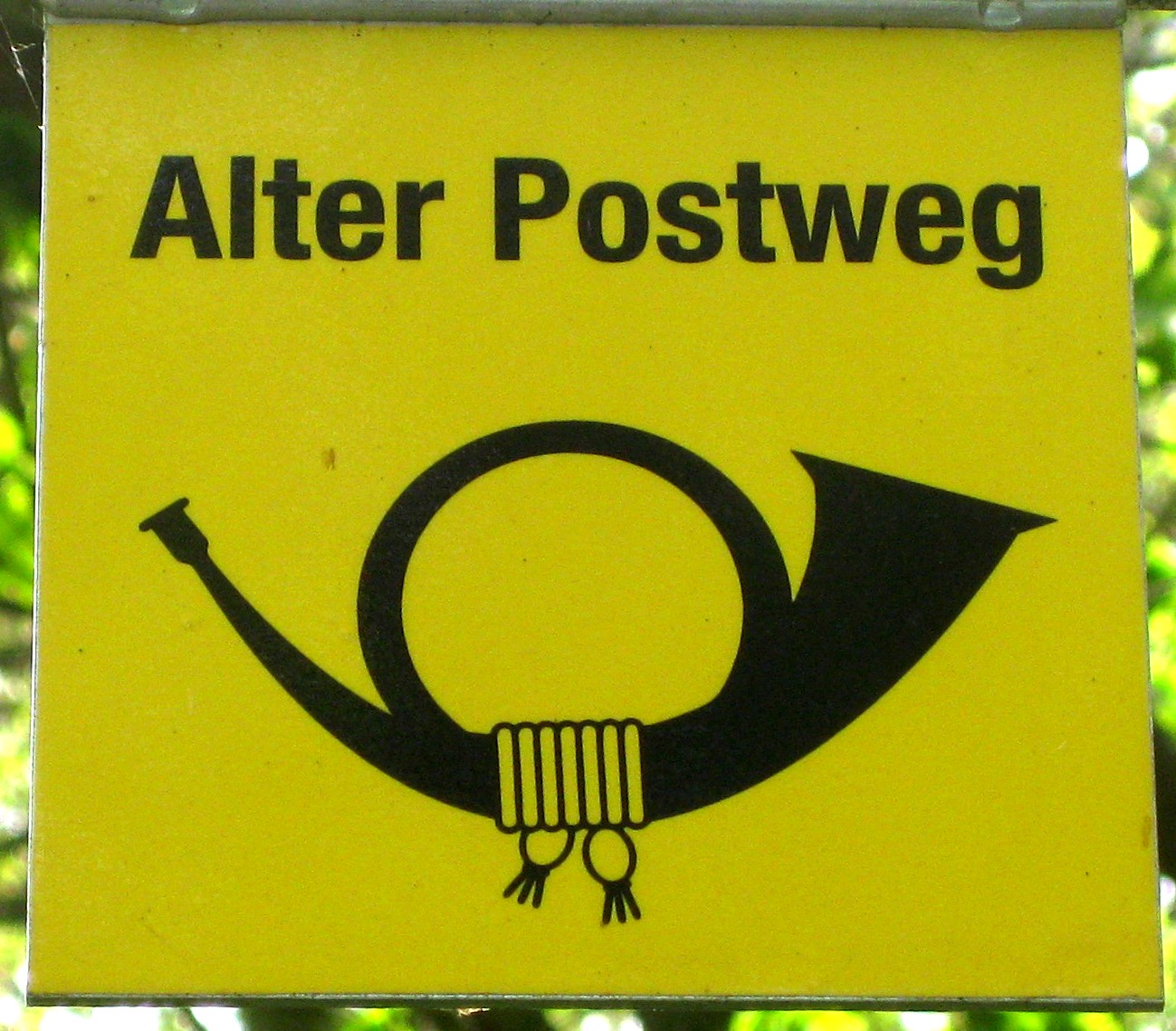

Der Alte Postweg ist heute ein etwa 80 km langer Radweg in Nord-Süd-Richtung durch den Landkreis Cuxhaven. Die postgeschichtliche Bedeutung geht zurück auf das 18. Jahrhundert, als während der Personalunion von Kurfürstentum Hannover und Königreich England die Dienstpost des englischen Königshauses durch Reiter und Postkutschen nach Cuxhaven gebracht wurde, um von dort nach England verschifft zu werden.
Heute ist es ein Radweg, der touristisch aufbereitet worden ist. Mit Hilfe verschiedener Sponsoren sind 20 Informationstafeln entlang des Weges aufgestellt worden.

## Geschichte

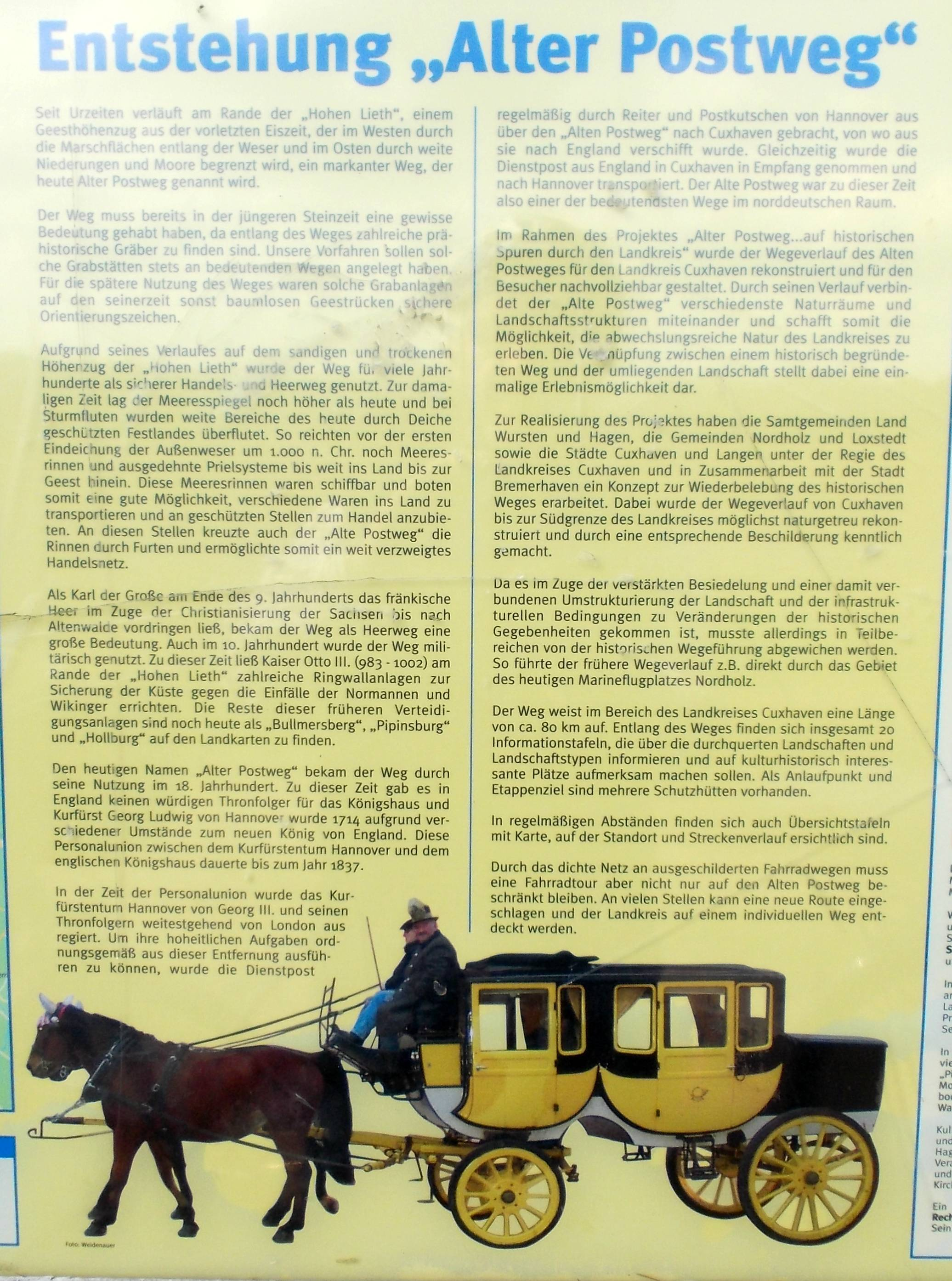
Tafel mit Informationen zur Geschichte des Alten Postwegs

Am Rande des Geestrückens Hohe Lieth durch den Landkreis Cuxhaven verlief schon seit jeher ein markanter Weg. Seine geschichtliche Bedeutung geht darauf zurück, dass das Kurfürstentum Hannover und das Königreich Großbritannien 1714 eine Personalunion bildeten.

„Aufgrund seines Verlaufes auf dem sandigen und trockenen Höhenzug der "Hohen Lieth" wurde der Weg für viele Jahrhunderte als sicherer Handels- und Heerweg genutzt. Zur damaligen Zeit lag der Meeresspiegel noch höher als heute und bei Sturmfluten wurden weite Bereiche des heute durch Deiche geschützten Festlandes überflutet. ... Die Meeresrinnen waren schiffbar und boten somit eine gute Möglichkeit, verschiedene Waren ins Land zu transportieren und an geschützten Stellen zum Handel anzubieten. An diesen Stellen kreuzte auch der "Alte Postweg" die Rinnen durch Furten und ermöglichte somit ein weit verzweigtes Handeslnetz.“

Um das Land ordnungsgemäß regieren zu können, wurde die Dienstpost von Hannover aus mit Reitern und Postkutschen nach Cuxhaven an die Nordsee gebracht und von dort aus nach England verschifft. So war der Alte Postweg einer der wichtigsten Wege im norddeutschen Raum.
Der Weg hatte allerdings offensichtlich schon vorher eine kulturelle Bedeutung, wie eine Reihe von Wall- und Befestigungsanlagen sowie prähistorischen Grabstätten belegen. Als Karl der Große im Zuge der Sachsenkriege mit seinem Heer bis nach Altenwalde vordrang, bekam der Weg auch als Heerweg eine große Bedeutung.
Mitte des 19. Jahrhunderts verlor der Weg nördlich von Bremerhaven seine Bedeutung, als von Lehe nach Langen, Sievern und Holßel Ortsverbindungsstraßen gebaut wurden. Er wurde dann vor allem noch als Wirtschaftsweg genutzt.
Seit 2005 hat sich eine Arbeitsgruppe unter Federführung der Stadt Langen und des Landkreises Cuxhaven eine Arbeitsgruppe zur touristischen Wiederbelebung des Weges möglichst auf den historischen Pfaden als Radweg durch den Landkreis Cuxhaven gebildet. Am 14. August 2009 wurde der Alte Postweg – errichtet mit Hilfe von EU-Geldern – eingeweiht. Den Alten Postweg können Radler ca. 80 km abseits der Fernverkehrsstraßen auf überwiegend gut ausgebauten Radwegen durch Wälder, Moore, Heide- und Ackerflächen die Landschaft benutzen. Auf mehr als 20 Informationstafeln werden die durchfahrenen Gebiete erläutert.

## Verlauf
Der Alte Postweg verläuft von Cuxhaven bis südlich von Hagen und endet derzeit an der Grenze zum Landkreis Osterholz. Er ist in einigen Bereichen nicht mehr historisch zu ermitteln. In der Gemeinde Nordholz führte die Route über den heutigen Standortflugplatz und musste deshalb außen herumgeführt werden. Es wurde nach dem Grundsatz "So historisch wie möglich – so abweichend wie nötig" vorgegangen.
In Bremerhaven, Ihlpohl, Langen und Midlum gab es schon seit langem Straßen, die mit dem Namen "Alter Postweg" ein Stück des Verlaufes dokumentierten.
Der Radfernweg verläuft überwiegend auf verkehrsarmen Nebenstraßen und Wirtschaftswegen und ist mit Tourenrädern gut befahrbar. Einige kurze Teilstrecken führen über sandige Abschnitte oder sind unbefestigt. Das Befahren mit Fahrradanhängern ist auf diesen Abschnitten schwierig.

## Stationen

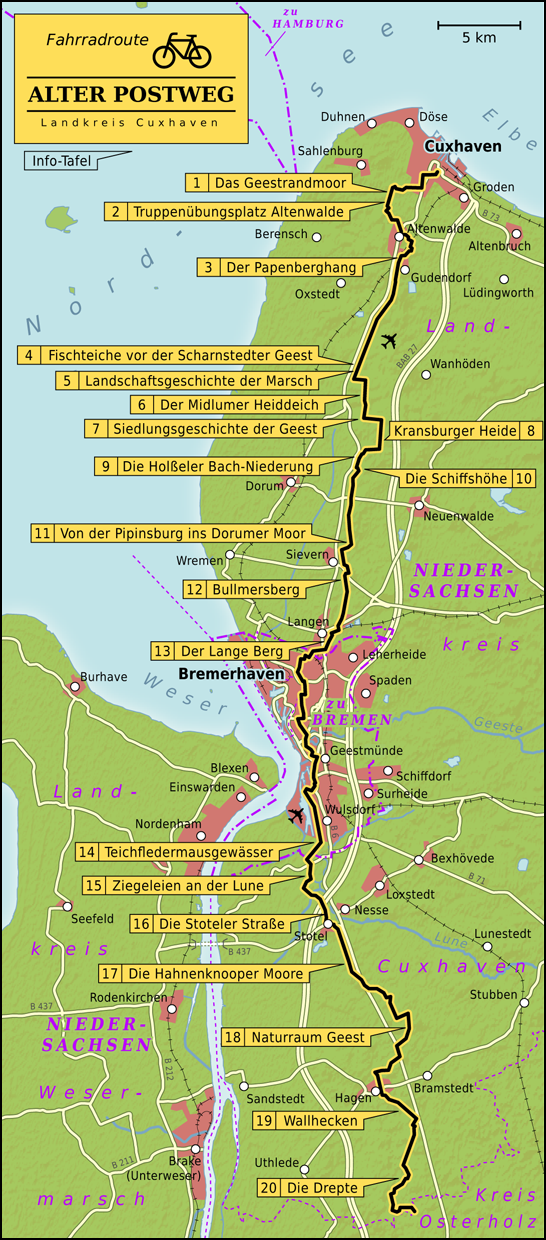
Verlauf des Alten Postwegs im Landkreis Cuxhaven

- 1. Geestrandmoor Östlich von Holte-Spangen gibt es einen reizvollen Übergang zwischen der Geest im Westen und der Marsch an der Elbmündung im Westen. Hier gibt es abwechselnd feuchtes Grünland, Röhricht und Erlenbruchwälder. Bei hohem Wasserstand können sich hier Seggen, Sumpfdotterblumen und Kuckucks-Lichtnelken ausbreiten.
- 2. Truppenübungsplatz Altenwalde Militärische Übungen in der Arenscher und Berenscher Heide fanden schon 1890 statt. 1913/14 wurde der Marineschießplatz Altenwalde[4] eingerichtet. In den 1950er und 1960er Jahren ließ die Bundeswehr die Ränder des Platzes als "strategische Wäldchen" aufforsten. Die Bundeswehr erkannte den Naturschutzwert der Heide- und Sumpfgebiete, sparte sie aus dem Übungsbetrieb aus und legte so die Grundlage dafür, dass sich nach Aufgabe des Übungsbetriebes die Natur das Gebiet zurückerobern konnte.
- 3. Papenberghang In Gudendorf (südlich von Altenwalde / Franzenburg) liegt der Papenberghang, auf dessen Kuppe 1952 ein Grabhügel als Naturdenkmal ausgewiesen ist und der 1991 als "geschützter Landschaftsbestandteil" vom Landkreis Cuxhaven benannt wurde. Zur Zeit der Postreiter gab es hier ein großes Heidegebiet, nachdem im Mittelalter zu viel Holz für Deich-, Schiffs- und Siedlungsbau sowie als Brennholz entnommen wurde.
- 4. Fischteiche vor der Scharnstedter Geest Die Teiche nördlich von Midlum sind in den Jahren ab 1880 entstanden. Der Bremer Georg Elbrecht begann hier Forellen zu züchten. 1908 erwarb Wilhelm Holzapfel das Gebiet, erkannte, dass Fischzucht allein nicht rentabel sei und baute sie zu einem Bauernhof aus. Die vielen ehemals intensiv genutzten Teiche sind heute naturnahe Gewässer, die vielen Tier- und Pflanzenarten einen einmaligen Lebensraum bieten.
- 5. Landschaftsgeschichte der Marsch Das Land Wursten erstreckt sich als Marsch in 8 km Breite und 30 km Länge zwischen Cuxhaven und Bremerhaven. Hier kann man am Rande des Weges viele Wurten sehen, künstlich aufgeschüttete Erdhügel, auf denen einzelne Höfe oder ganze Dörfer gebaut sind. So sollten sie bei Überschwemmungen aus dem Wasser ragen. Heute wird der Schutz durch Deiche gewährleistet.
- 6. Midlumer Heiddeich Der Midlumer Heiddeich wurde 1953 als Naturdenkmal unter Schutz gestellt. Im 14. Jhdt. wurden solche Erdwälle aufgeschüttet, um den Fluss von Schmelzwasser und bei Starkregen zu regulieren. Im Landkreis Ammerland gibt es ein anderes Naturschutzgebiet mit Heiddeichflächen.[5]
- 7. Siedlungsgeschichte der Geest Die Geest zwischen Bremerhaven und Cuxhaven wurde ab 4.000 v. Chr. besiedelt. Die Stationstafel steht am Geschenberg, auf dem zahlreiche Gräber aus der Bronzezeit zu finden sind.
- 8. Kransburger Heide Der Bereich der Kransburger Heide bei Kransburg ist ein Heide-Naturschutzgebiet. Hier wird versucht, eine 10 Hektar große Landfläche wieder in Heideland zu verwandeln. Nachdem durch Roggenanbau ohne Düngung der Boden "ausgehagert" wurde, hat man Schopper-Material,[6] also die oberste Bodenschicht aus Heidegebieten aufgetragen. Das Ziel ist die Entwicklung einer Heidelandschaft mit Lebensräumen für die typische Tier- und Pflanzenwelt.
- 9. Holßeler Bach-Niederung Der Holßeler Bach[7] entspringt in der Wurster Heide (Geest). Als besonders wertvoll werden der Quellsumpf und die angrenzenden Grünland und Gehölzflächen angesehen, durch die der Bach seinen Weg von der Geest durch die Marsch zur Nordsee nimmt.
- 10. Schiffshöhe Bis zur Eindeichung der Marsch um 1000 n. Chr. führten Wasserrinnen und Priele bis weit ins Landesinnere. Schiffe konnten Waren weiter ins Land bringen, als das heute möglich ist. An den Enden dieser Schifffahrtswege entstanden Handelsplätze – wie im Gebiet der Schiffshöhe. Eine Gruppe von fünf Grabhügeln belegt auch, dass diese Gegend um Holßel ein Siedlungsplatz im 8./9. Jhdt. n. Chr. war.

Heidenstatt (ab 1886 Heidenschanze) am Schnittpunkt der Sieverner Aue und dem alten Postweg in der Karte von 1832

- 11. Von der Pipinsburg ins Dorumer Moor Nördlich von Sievern gibt es mehrere Großsteingräber und Reste von Wallanlagen, die eine Besiedlung seit dem 3. Jahrtausend belegen: Pipinsburg, Bülzenbett, Heidenstadt und Heidenschanze[8]. Seit 2005 gibt es den Rundweg "Von der Pipinsburg ins Dorumer Moor. Entlang der Siebenbergsheide gibt es Hügelgräber und Reste nährstoffarmer Pfeifengras- und Heideflächen.
- 12. Bullmersberg Der Bullmersberg (nördlich von Debstedt) ist heute ein Kulturdenkmal – mit Eichen-Birkenwald bestanden. Im 9. Jhdt. hatte der Berg auch militärische Bedeutung, weil Kaiser Otto III. von hier aus sein Territorium gegen Normannen und Wikinger sicherte. Bis zur Eindeichung der Marsch um 1000 n. Chr. führten schiffbare Rinnen in das Landesinnere. Hier überdauerte der Post- und Heerweg eine solche Rinne.
- 13. Langer Berg Der Alte Postweg verläuft in weiten Teilen entlang des Geestrückens Hohe Lieth. Bei Langen gibt es den Langen Berg, einen ursprünglich 90 m langen dammartigen Grabhügel, in dem schon 1909 bei Grabungen Gräber aus verschiedenen Epochen freigelegt wurden.
- 14. Teichfledermausgewässer An der Lune südlich von Bremerhaven gibt es noch die vom Aussterben bedrohte Teichfledermaus. In FFH-Gebieten der Europäischen Union werden Flächen zur Erhaltung der natürlichen Lebensräume sowie der wildlebenden Tiere und Pflanzen festgelegt. Dazu gehören auch die "Teichfledermausgewässer südlich von Bremerhaven".
- 15. Ziegeleien an der Lune Um 1850 gab es einen Bauboom, weil zahlreiche öffentliche Gebäude und Hafenanlagen gebaut wurden. 1878 gab es zwischen Wulsdorf, Stotel und der Alten Luneschleuse 21 Ziegeleien.[9] Die Ziegel wurden mit Schiffen über die Lune an den Bestimmungsort geschafft.
- 16. Stoteler Straße Die Straße zwischen Stotel und Nesse ist noch heute mit Kopfsteinpflaster versehen. Es ist eine der ältesten Straßen der Gegend. Unmittelbar an der Luneschleife befand sich auch eine Burg. 1350 ging sie vom Grafen von Stotel an den Bremer Erzbischof über und war 1851 nur noch eine geplünderte Ruine. Napoleon nutzte die Stoteler Straße als Heer- und Poststraße. Die von der Stoteler Straße abzweigende Straße "Im Zollenhamm" erinnert daran, dass hier auch vor allem die Torfschiffer auf der Lune Zoll bezahlen mussten. Um 1820 stellte die "Alte Chaussee" die einzige Verbindung zwischen Bremen und dem an der Geestemündung angelegten Bremer Hafen dar.
- 17. Hahnenknooper Moore Das Naturschutzgebiet der Hahnenknooper Moore (Stoteler Moor, Plackenmoor, Königsmoor bei Schwegen) umfasst 496 Hektar. Neben vielen bedrohten Tierarten (Kranich, Kreuzotter, Teichfledermaus, Sumpfohreule, Rehwild und Schwarzwild) finden sich auch seltene Pflanzenarten (Wollgras, Sonnentau, Moltebeere).

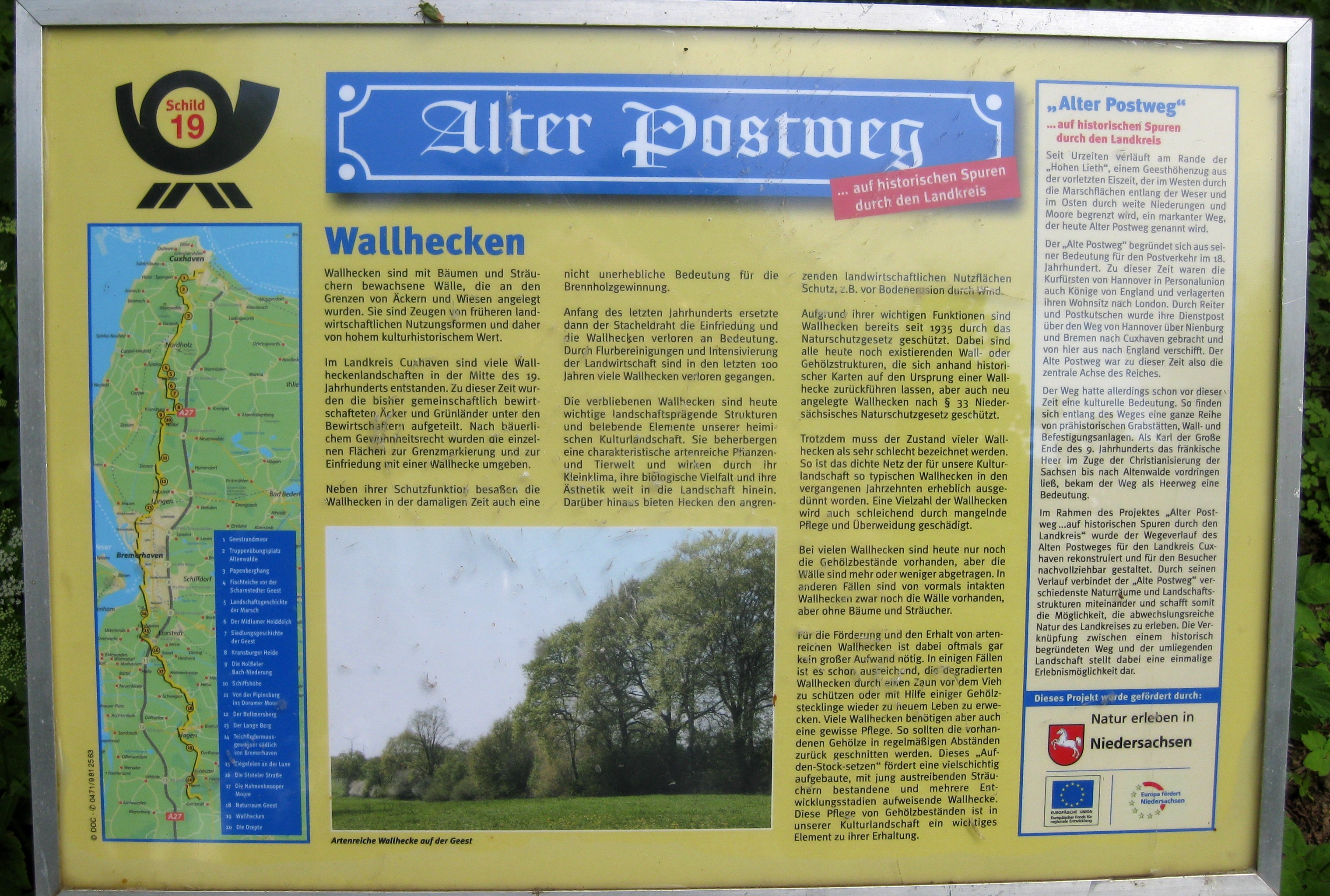
Schild Nr. 19, "Wallhecken", in Dorfhagen, Gemeinde Hagen

- 18. Naturraum Geest Das Gebiet um den Bramstedter Wasserwerkswald ist der Geest zuzuordnen. Die Geest wurde in der Besiedlungsgeschichte Norddeutschland vom Menschen vor der Marsch in Besitz genommen, weil ein Schutz vor Sturmfluten bestand. In diesem Naturraum finden sich die wichtigsten Entnahmestellen für Trinkwasser. Sauberes Wasser ist in den Poren zwischen den Sandkörnern gespeichert.
- 19. Wallhecken Wallhecken sind Mitte des 19. Jahrhunderts entstanden, als die bis dahin gemeinschaftlich bewirtschafteten Acker- und Grünlandflächen unter den Bauern aufgeteilt wurden. Anfang des 20. Jahrhunderts ersetzte der Stacheldraht die Funktion des Einfriedigens. Seit 1935 sind Wallhecken durch das Naturschutzgesetz geschützt, um landschaftsprägende Strukturen zu erhalten. in ihnen gibt es eine artenreiche Pflanzen- und Tierwelt.
- 20. Drepte Der Fluss Drepte[10] entspringt im Landkreis Osterholz, durchfließt auf 34 km auch den Landkreis Cuxhaven von Ost nach West. Die Flächen zu beiden Seiten waren sandige Böden, auf denen Heide von Schafen gefressen wurde. Es gab Mühlen entlang des Wasserlaufes. Nach Begradigungen und Ausbau des Flusses wurden auch teilweise Deiche gebaut. Im Dreptesiel mündet der Fluss in die Weser. Der Sielbau schützte die Ländereien vor der Flut, die bis in die Weser reicht.